# Мёдлингер, Артур
Артур Мёдлингер (нем. Arthur Moedlinger, латыш. Artūrs Mēdlingers; 9 ноября 1880 — 6 июня 1961) — латвийский архитектор немецкого происхождения.

## Биография
Артур Мёдлингер родился 9 ноября 1880 года в Нижнем Новгороде.
Окончил Рижский политехнический институт (1906). Работал в архитектурном бюро Константина Пекшена (1907—1909). С 1910 года занимался самостоятельной практикой. В 1937 году репатриировался в Германию.
Умер 6 июня 1961 года в немецком городе Нойштадт.

## Творчество
По проектам Артура Мёдлингера была проведена реконструкция господского дома Яунгулбенской усадьбы и шпиля Васильевской башни церкви Марии Магдалины, построен морской павильон (купальня с рестораном и танцевальным залом) в Майори, жилые дома в Риге, здание банка Рижского купеческого общества взаимного кредита на улице Тербатас, 14 (1909, совместно с Константином Пекшеном) и здание Норд-банка на улице Смилшу, 3 (1910, совместно с Германом Зейберлихом), киоски у входа в парк Кронвалда, колоннадный киоск на бульваре Бривибас.
|                        |  |                      |  |                                   |  |                        |
| Киоски парка Кронвалда |  | Банк на улице Смилшу |  | Доходный дом на улице Рупниецибас |  | Банк на улице Тербатас |